# Matthias-Claudius-Haus (Albachten)
Das Matthias-Claudius-Haus ist das Gemeindezentrum und Kirchort der evangelischen Kirchengemeinde in Münster-Albachten.
Das Matthias-Claudius-Haus liegt unweit der katholischen Pfarrkirche St. Ludgerus auf dem Gebiet des ehemaligen Hauses Albachten. Es handelte sich dabei um den früheren Schulzenhof des Domkapitels, der 1975 wegen Baufälligkeit abgerissen wurde. 1973 erwarb die evangelische Gemeinde Albachten einen Teil des Areals von der katholischen Kirchengemeinde. 1977 wurde der Grundstein für das neue Gemeindezentrum gelegt, am 25. März 1979 wurde das Gemeindezentrum eingeweiht. 
Zentraler und größter Raum des Gemeindezentrums ist ein Kirchenraum mit einem anschließenden, etwas höher gelegenen Funktionsraum, der sich bei Bedarf zur Erweiterung des Gottesdienstraumes zum Kirchenraum hin öffnen lässt. Der eigentliche Kirchenraum hat einen viertel-kreisförmigen Grundriss, in dessen Spitze Altar und Ambo aufgestellt sind. 

## Orgel
Die Orgel wurde 1981 von dem Orgelbauer Alfred Führer (Wilhelmshaven) gebaut. Sie hat 7 Register auf einem Manualwerk und Pedal. 
Die Disposition lautet:
| Manual C–g3 |       |
| Gedackt     | 08′   |
| Prinzipal   | 04′   |
| Rohrflöte   | 04′   |
| Nasard      | 2 ⁄3′ |
| Oktave      | 02′   |
| Mixtur III  | 01′   |

| Pedal C–f1 |     |
| Subbass    | 16′ |

Die Spiel- und Registertraktur sind mechanisch, die Windladen sind als Schleifladen ausgeführt.
- Koppel: Pedalkoppel